# Les Aristocrates (film)
Pour les articles homonymes, voir Les Aristocrates.
Pour plus de détails, voir Fiche technique et Distribution.
Les Aristocrates est un film français réalisé par Denys de La Patellière en 1955. Il est l'adaptation du roman de Michel de Saint Pierre Les Aristocrates, paru en 1954.

## Synopsis
Dans un domaine bourguignon, le marquis de Maubrun règne sur sa famille et son domaine. Digne héritier des vertus et des traditions ancestrales de l'aristocratie, un vent de révolte souffle sur les héritiers Maubrun : sa fille Daisy, amoureuse de son voisin Christophe de Conti, fils d'un parvenu qui a acheté son titre de noblesse, n'accepte pas le refus paternel à son mariage. Son fils aîné Artus, ayant réussi dans les affaires, veut l'ouvrir au capitalisme pour sauver le domaine familial qui tombe en décrépitude. Le marquis fait alors le triste constat qu'il n'accepte et ne comprend plus le monde tel qu'il est devenu, où l'argent et le bonheur passent avant l'honneur et le devoir qu'entraîne l'aristocratie, à bout de souffle et ayant besoin de sang nouveau. Un drame familial pousse alors le marquis à prendre une décision radicale.

## Fiche technique
- Réalisation : Denys de La Patellière
- Scénario : D'après le roman de Michel de Saint Pierre
- Adaptation : Roland Laudenbach, Denys de La Patellière
- Dialogues : Roland Laudenbach
- Assistant réalisateur : Maurice Delbez
- Images : Pierre Petit
- Opérateur : Noël Martin
- Musique : René Cloërec
- Décors : Paul-Louis Boutié, assisté d'Henri Sonois et Olivier Girard
- Montage : Robert et Monique Isnardon
- Son : Raymond Gauguier
- Maquillage : Igor Keldich
- Coiffures : Omer Bouban
- Photographe de plateau : Marcel Dole
- Script-girl : Colette Crochot
- Régisseur : Claude Hauser
- Production : ( S.F.C.)Société Française de Cinématographie , Société Nouvelle des Établissements Gaumont, Les Films Saint-James
- Chef de production : Roger Ribadeau-Dumas, Alain Poiré, Roland Laudenbach
- Directeur de production : Roger de Broin
- Distribution : Gaumont
- Tournage du 13 juin au 3 août 1955
- Pays :  France
- Format : Noir et blanc - 1,37:1 - 35 mm - Son mono
- Genre : Drame
- Durée : 100 min
- Première présentation 
  - France - 12 octobre 1955

## Distribution
- Pierre Fresnay : Le marquis de Maubrun
- Brigitte Auber : Daisy de Maubrun, la fille du marquis, amoureuse de Christophe de Conti
- Maurice Ronet : Christophe de Conti
- Jacques Dacqmine : Arthus de Maubrun, le fils aîné du marquis
- Georges Descrières : L'Abbé Philippe de Maubrun, un des fils du marquis
- Alain Quercy : Gontran de Maubrun, un des fils du marquis
- François Guérin : Pierre de Maubrun, un des fils du marquis
- Guy Decomble : Gustave
- Madeleine Barbulée : La patronne de l'hôtel
- Olivier de Tissot : Louis-César de Maubrun, un des fils jumeaux, âgé d'une dizaine d'années
- Philippe de Tissot : Osmond de Maubrun, l'autre fils jumeau, âgé d'une dizaine d'années
- Yolande Laffon : La tante Mathilde
- Suzanne Courtal : Marie Douillard, la fermière
- Michel Etcheverry : Maître Crouelles, le notaire
- Jane Morlet : Félicie
- Léo Joannon : Le prince de Conti
- René Bergeron : Le facteur
- Guy-Henry : Le boucher
- René Hell : Paul
- Michel Nastorg : Le visiteur
- Max Amyl : Un chasseur du prince
- Gisèle Grandpré : ?
- Jean Filliez : ?

## Production

### Lieux de tournage
Le film a été tourné :
- Château de Champs-sur-Marne, 31 rue de Paris, Champs-sur-Marne, Seine-et-Marne, France — le retour de la chasse
- Château de Saint-Cyr-sous-Chars, route Saint-Cyr, Chars, Val-d'Oise, France — le château du Marquis de Maubrun
- Hôtel de la Sirène, 33 rue du Général Leclerc, Meaux, Seine-et-Marne, France — Daisy rencontre Christophe dans l'hôtel
- Place de l'Eglise, Grisy-les-Plâtres, Val-d'Oise, France — Pierre tente de raisonner l'alcoolique
- Mairie, 10 rue Robert Machy, Grisy-les-Plâtres, Val-d'Oise, France
- Cour de l'école, 29 rue Robert Machy, Grisy-les-Plâtres, Val-d'Oise, France — la scène dans la cour de l'école
- Studios Photosonor, Courbevoie, Hauts-de-Seine, France